# Vuelo 253 de Aeropostal (noviembre de 1956)
El vuelo 253 de Aeropostal era un  vuelo operado con un  Lockheed L-749  Constellation siglas YV-C-AMA y bautizado como «Jose Martí» que realizaba un vuelo entre Nueva York y Caracas. El mismo se estrelló contra la ladera sur del Parque nacional Waraira Repano (Cerro Ávila), en la zona de Galipán la mañana del 27 de noviembre de 1956, falleciendo los 25 ocupantes a bordo de la aeronave accidentada. Este accidente tiene la misma numeración de otro vuelo de Aeropostal, operado también con un Lockheed, en este caso un Lockheed L-1049 Super Constellation siglas YV-C-AMS y bautizado como «Rafael Urdaneta», el cual explotó sobre la bahía de Nueva York la madrugada del 20 de junio de ese mismo año, siendo ambos los peores accidentes aéreos en la historia de la aerolínea junto con la tragedia aérea de Altos del Cedro, en la Sierra de Perijá el 14 de octubre de 1958.

## Aeronave y tripulación de vuelo
La aeronave empleada en el vuelo 253 era un Lockheed L-749 Constellation llamado José Martí en honor al poeta cubano, que tenía la matrícula YV-C-AMA. Fue uno de los tres  Constellation que compró Aeropostal a Lockheed entre 1947 y 1955.
La tripulación estaba conformada por el capitán Marcel Combalbert, de nacionalidad francesa, junto con el copiloto, ingeniero de vuelo y 4 auxiliares de vuelo.

## Pasajeros notables
Charlie Peete, outfielder de los Cardenales de Saint Louis, viajaba con su esposa Nettie y sus tres hijos pequeños. Peete abordó el vuelo para jugar en la Liga Venezolana de Béisbol Profesional, reclutado por el equipo Industriales de Valencia.

## Accidente
El vuelo 253 volaba a través de una tormenta cuando se aproximaba a Caracas. Fue a 18 km de la pista de aterrizaje cuando el avión se estrelló en la ladera sur del Cerro El Ávila, a 2050 msnm.
10 estadounidenses estaban entre las víctimas mortales del accidente, entre ellos el outfielder de Cardenales de Saint Louis Charlie Peete y su familia, que fallecieron en el accidente. Peete viajaba a Venezuela para jugar en la Liga Venezolana de Béisbol Profesional en el equipo Industriales de Valencia.

## Rescate de cadáveres
En las labores de rescate se utilizaron teleféricos para la recuperación de los cadáveres de las víctimas mortales del accidente.

## Causa del accidente
La causa probable del accidente se atribuye a un procedimiento que Aeropostal aprobó para entrar a Maiquetía en condiciones de semi - IFR, según consta en los manuales de vuelo instrumental de ese entonces. Este procedimiento consiste en mantener un nivel mínimo de 10 000 pies hasta la estación de llegada (Maiquetía 292,5), luego entregan este rumbo norte y continúan en dirección 360 deg por 4 minutos seguido por un descenso a 1200 pies hasta que se establezca contacto y un retorno al aeródromo bajo VFR. Desafortunadamente el capitán Combalbert no cumplió con este procedimiento, y después de varios errores en la estimación de su velocidad se esforzó en hacer un enfoque directo que resultó fatal porque su altitud en el momento de su último informe fue insuficiente para atravesar el Ávila, estrellándose contra la ladera sur del Cerro El Ávila.

## Reseña televisiva
Este accidente fue reseñado en el micro Historia de accidentes aéreos en Venezuela, del canal Globovisión con motivo del accidente del vuelo 518 de Santa Bárbara Airlines, el 23 de febrero de 2008.

## Similitud con la Tragedia aérea de Altos del Cedro
El 14 de octubre de 1958 otro Super Constellation de Aeropostal, de matrícula YV-C-ANC, se estrelló en el cerro Altos del Cedro de la Sierra de Perijá, falleciendo 24 personas a bordo de la aeronave siniestrada. Al igual que en el vuelo 253 la tripulación de este vuelo calculó mal la aproximación y descenso a Maracaibo y no conocía la ruta que volaba al momento del accidente.